# États chinois antiques

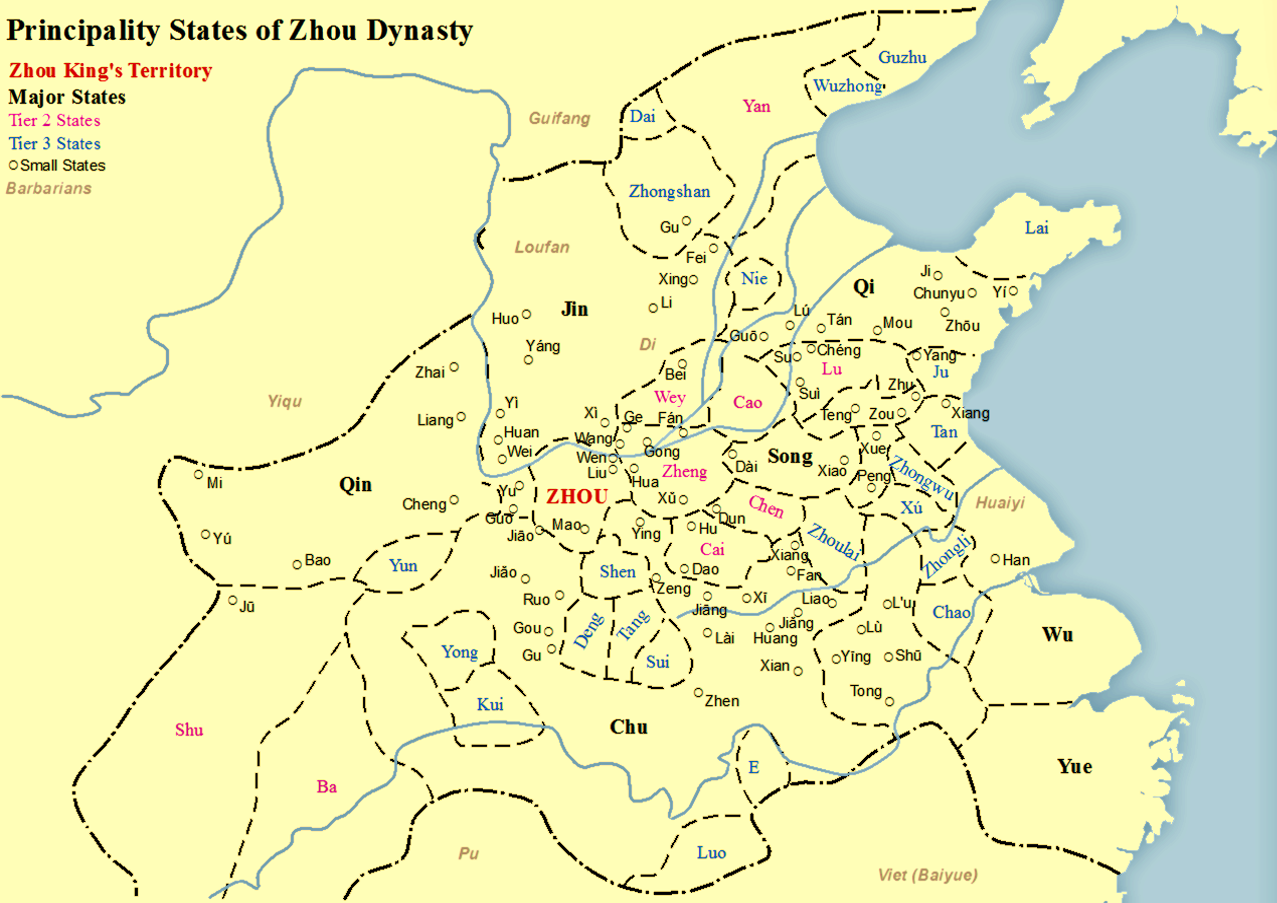
Carte montrant les principaux états de la période de la dynastie Zhou

Les États chinois antiques (chinois simplifié : 诸侯 ; chinois traditionnel : 諸侯 ; pinyin : Zhūhóu ) sont des cités et territoires de différentes tailles qui existaient en Chine avant son unification par Qin Shi Huang en 221 avant notre ère. Dans de nombreux cas, il s'agissait d'États vassaux versant un tribut à la dynastie Zhou au pouvoir (1046 – 256 avant notre ère):61. De tels États et fiefs émergeront à nouveau au cours des dynasties ultérieures, comme un expédient politique utilisé en cas de besoin.

## Contexte
Selon le point de vue sinocentrique et la théorie du Mandat du Ciel, la Chine est le centre du monde et l'empereur régnant son seul dirigeant; tous les autres potentats et dirigeants potentiels n'étant que des vassaux de l'Empire du Milieu. En conséquence, dès les premières dynasties, les Chinois considéraient le monde comme une série de sphères d'influence concentriques centrées sur la capitale de la dynastie au pouvoir. Dans le cercle le plus proche se trouvaient les États vassaux ayant prêté allégeance au souverain Zhou. Hormis la dynastie Zhou elle-même, qui occupait un territoire autour de sa capitale, chaque État portait le suffixe -guó ( 國  / 国  ) signifiant État ou nation. Sur les quelque 150 États existant à l'époque, certains n'étaient guère plus qu'une petite ville fortifiée, tandis que d'autres avaient une capitale et incluaient plusieurs zones urbaines, contrôlant des territoires importants.

## Histoire
Après le renversement de la dynastie Shang en 1046 avant notre ère, les premiers rois Zhou ont donné à divers parents et proches des terres héréditaires, comprendre "pouvant être léguées à leurs descendants". Ces "fiefs" s'accompagnent d'un titre provenant d'un des cinq ordres de noblesse (五 等 爵位), seul le dirigeant Zhou pouvant porter le titre de « roi » ( 王 , wáng ). Avec la terre et le titre, le nouveau noble reçoit également la responsabilité de soutenir le roi Zhou en cas d'urgence et de rendre un hommage rituel aux ancêtres des Zhou. Dans la vallée du fleuve Jaune, l'un des premiers États vassaux, l'État de Cai est fondé à la suite d'un don de terres accordé par le premier roi Zhou à son jeune frère. Parmi les autres États fondés à cette époque, on trouve ceux de Cao, Yan, Jin et Chen. L'État de Song, situé au centre de la Chine des Zhou, est créé en tant que concession de terres à la noblesse de la dynastie Shang, celle qui a été vaincue par les Zhou lors de leur prise du pouvoir. À la périphérie, les États de Yan, Qi et Jin dans le nord et le nord-est ont plus d'espace pour s'étendre et se transforment en grands États. Dans le sud, Xiong Yi obtient le fief de Chu, qui est devenu assez puissant pour que ses derniers dirigeants puissent s'autoproclamer rois. Au début de la dynastie Zhou, les États (tels que Yue) qui ne sont pas considérés comme civilisés ne peuvent pas devenir des vassaux du pouvoir central,. Autour des frontières des principaux États se trouvent de nombreuses petites entités qui, au fil du temps, seront absorbées par leurs plus grands voisins.

### Période des printemps et automnes
À la suite d'une attaque des nomades Quanrong, alliés à plusieurs États vassaux dont ceux de Shen et Zheng, le roi You de Zhou est tué dans son palais situé à Haojing. Son fils fuit vers l'est et est intronisé par plusieurs chefs vassaux en tant que roi Ping de Zhou. C'est ainsi que débute la Dynastie Zhou orientale, lorsqu’est construite une nouvelle capitale à Luoyi (雒 邑), aujourd'hui Luoyang. Comme d'autres États, y compris ceux de Han et Wei, sont déjà établis dans la région, il est impossible pour les Zhou d'étendre leur territoire autour de leur nouvelle capitale. C'est un grave problème pour les Zhou, car, à cette époque, la capacité à s'agrandir devient un mécanisme de survie de plus en plus important pour les petits États. De nouveaux États continuent d'émerger alors que Chu est à ce stade un puissant vassal du sud, ayant réussi à se débarrasser de son ancienne image d'État «barbare», tout comme Qin à l'ouest. Ces bouleversements géopolitiques marquent le début de la période des Printemps et Automnes, qui correspond à la première moitié du règne de la dynastie Zhou orientale.
Entre le VIIe et le VIe siècle, se met en place un équilibre des pouvoirs entre quatre grandes puissances : Qin à l'ouest, Jin dans le centre-ouest, Chu au sud et Qi à l'est. À côté de ce quatuor, un certain nombre de petits États continuent d'exister entre Jin et Qi; mais ils sont fragiles et leur survie ne doit qu'au bon vouloir de leurs puissants voisins. C'est ainsi que l'État de Deng est détruit par le Chu en 678 avant notre ère et l'État de Hua est annexé par Qin en 627 avant notre ère. Ces annexions deviennent de plus en plus fréquentes avec le temps et les petits États finissent par être rayés de la carte les uns après les autres. Vers la fin de la période des Printemps et Automnes, les guerres entre États deviennent de plus en plus courantes et des systèmes d'alliances entre les dirigeants les plus puissants se mettent en place.

### Hégémons
Alors que le pouvoir du roi Zhou s'affaiblit, on assiste durant la période des Printemps et des Automnes à l'émergence des Hégémons (chinois : 霸 ; pinyin : Bà) . Ces puissants chefs d'État gouvernent, théoriquement, au nom du roi Zhou régnant et ont tout pouvoir sur les autres États vassaux pour lever des armées et attaquer leurs ennemis communs.
Des réunions ont lieu entre l'hégémon du moment et les dirigeants des États vassaux. Lors de ces rencontres, des cérémonies rituelles se déroulent, notamment la prestation de serment d'allégeance de l'hégémon et des dirigeants au roi Zhou et des uns envers les autres. Cependant, le système des hégémons ne suffit pas pour ramener le calme et la paix au sein des terres des Zhou, car dès qu'un dirigeant d'un puissant État réussit à devenir hégémon avec l'aide de ses alliés, les autres grandes puissances se liguent et cherchent à le renverser. Avec le temps, le prestige et la puissance des hégémons s’effrite, jusqu’à ce que plus personne ne revendique ce titre.

### Période des Royaumes combattants
En 704 avant notre ère, le chef de l'État de Chu, Xiong Tong (熊 通), est le premier souverain vassal à se déclarer égal aux Zhou en adoptant le titre de roi, lorsqu'il s'autoproclame roi Wu de Chu. Tous les autres États lui emboitent progressivement le pas, jusqu'à ce que la dynastie Zhou s'effondre finalement en 256 avant notre ère. Durant cette nouvelle époque, connue sous le nom de période des Royaumes combattants, des États continuent d'émerger comme celui de Zhongshan dans le nord, qui a été créé par le nomade Bai Di (白 翟) au Ve siècle av. J.-C. et existe jusqu'à 295 avant notre ère.
Vers l'an 300 avant notre ère, il ne reste plus que sept États principaux : Chu, Han, Qi, Qin, Yan, Wei et Zhao. Certains d'entre eux ont construit des murs en pisé le long de leurs frontières pour se protéger à la fois des autres États et des raids des tribus nomades comme les Quanrong et les Xiongnu. Les petits États, comme ceux de Zheng et Song, ont été absorbés par leurs voisins les plus puissants. Les États «non chinois» de Ba et Shu sont tous deux conquis par Qin en 316 avant notre ère.

### Dynastie Qin
Après avoir réalisé l'unification de la Chine en 221 avant notre ère, le premier empereur Qin Shi Huang élimine les titres de noblesse qui ne sont pas compatibles avec son système de gouvernement basé sur le légisme; une philosophie croyant au mérite plutôt qu'aux privilèges de la naissance. Il force tous les chefs vassaux à se rendre dans la capitale où il saisit leurs États et les transforme en districts administratifs classés comme commanderies ou Xian selon leur taille. Les fonctionnaires qui dirigent les nouveaux districts sont sélectionnés sur la base du mérite plutôt que par des liens familiaux.

### Dynastie Han
Après la guerre civile qui marque la chute de la dynastie Qin, c'est la dynastie Han qui accède au pouvoir en Chine. Durant les premières années de la nouvelle dynastie, les commanderies établies pendant la dynastie Qin redeviennent des États vassaux en tout point, sauf de nom. En effet, l'empereur Gaozu (r. 202 – 195), fondateur des Han, accorde des territoires pratiquement autonomes à ses proches et à quelques généraux ayant accompli des prouesses militaires lors de la guerre civile. En même temps que ces territoires, ils reçoivent le titre de "roi". Au fil du temps, ces États vassaux deviennent de plus en plus puissants et représentent une menace pour l'empereur. Finalement, pendant le règne de l'empereur Jingdi (r. 156 – 141 avant notre ère), son conseiller politique Chao Cuo recommande l'abolition de tous les fiefs, une politique qui conduit en 154 avant notre ère à la rébellion des sept États. Le prince de Wu, Liu Bi (劉 濞), se révolte en premier et est suivi par les dirigeants de six autres États. La rébellion dure pendant trois mois, jusqu'à ce qu'elle soit finalement réprimée; après quoi les pouvoirs des rois et l'autonomie des États sont sérieusement réduits. Quelques décennies plus tard, l'empereur Wudi, le fils de Jingdi, affaiblit encore plus le pouvoir des États vassaux en éliminant de nombreux fiefs et en rétablissant le contrôle du pouvoir central sur leurs Commanderies et autres Xian.

## Voir également
- Arbre généalogique des anciens empereurs chinois